# 50-та піхотна дивізія (Третій Рейх)
50-та піхотна дивізія (Третій Рейх) (нім. 50. Infanterie-Division) — піхотна дивізія Вермахту за часів Другої світової війни.

## Райони бойових дій
- Польща (вересень 1939 — травень 1940);
- Франція (травень 1940 — червень 1941);
- Польща (вересень — грудень 1940);
- Румунія (січень — травень 1941);
- Греція (травень 1941);
- СРСР (південний напрямок) (червень 1941 — травень 1944);
- СРСР (центральний напрямок) (липень — серпень 1944);
- Німеччина (Східна Пруссія) (січень — травень 1945);

## Командування

### Командири
- генерал-лейтенант Конрад Зорше (нім. Konrad Sorsche; 1 вересня 1939 — 25 жовтня 1940);
- генерал-лейтенант Карл-Адольф Голлідт (нім. Karl Adolf Hollidt; 25 жовтня 1940 — 23 січня 1942);
- генерал-лейтенант Август Шмідт (нім. August Schmidt; 31 січня — 1 березня 1942);
- генерал-лейтенант Фрідріх Шмідт (нім. Friedrich Schmidt; 1 березня 1942 — 26 червня 1943), загинув у бою;
- генерал-лейтенант Фрідріх Зікст (нім. Friedrich Sixt; 26 червня 1943 — 30 квітня 1944);
- генерал-лейтенант Пауль Бец (нім. Paul Betz; 30 квітня — 9 травня 1944), загинув у бою;
- генерал-майор Александер фон Пфульштайн (нім. Alexander von Pfuhlstein; 9 травня — 5 червня 1944)
- генерал-майор Георг Гаус (нім. Georg Haus; 5 червня 1944 — 18 квітня 1945), загинув у бою;
- генерал-майор Курт Доманскі (нім. Kurt Domansky; 18 квітня — 28 квітня 1945), загинув у бою;
- оберст Рібберт (нім. Ribbert) (28 квітня — травень 1945).